# Witnekraaf
De witnekraaf  (Corvus albicollis) is een zangvogel uit de familie van de kraaiachtigen (Corvidae).

## Kenmerken
Een hoofdkenmerk van de witnekraaf is de witte streep op de nek. De keel, borst en nek tonen een vage paarse glans. De rest van hun lichaam is voornamelijk zwart.
- Lengte: 50-54 cm
- Vleugel: 376-430 mm
- Gewicht: 762-865 g

## Leefwijze
Deze vogel jaagt onder andere op schildpadden, zij laten deze uit de lucht vallen zodat het schild kapot breekt en ze het vlees wat erin zit op kunnen eten.

## Voorkomen
De witnekraaf komt voor in het zuidoosten van Afrika in open, bergachtig gebied. Hij is vrij algemeen in kleine steden en dorpen, zolang er maar bergen of heuvels in de buurt zijn waar hij kan rusten of nestelen.

## Status
De grootte van de populatie is niet gekwantificeerd maar de soort wordt omschreven als doorgaans schaars maar soms plaatselijk algemeen. Op de Rode lijst van de IUCN heeft deze soort de status niet bedreigd.